# 岡田直之
岡田 直之（おかだ なおゆき、1933年 - ）は、日本の社会学者。専門領域はマスコミ論・世論研究。世論の概念をめぐって議論を概括し、量的世論調査においてもその概念を問うことの意義を主張した。現在名は高橋直之。東京出身。

## 略歴
1951年千葉県立佐倉第一高等学校（現千葉県立佐倉高等学校）卒業、1956年東京教育大学（現筑波大学）文学部卒業、1961年東京大学大学院社会科学研究科社会学専攻博士課程満期退学、1962年成城大学文芸学部講師、助教授、教授、1991年-2003年東洋大学社会学部教授。1994年「マスコミ研究の視座と課題」で東洋大学社会学博士（高橋直之）。

## 著書

### 単著
- 『マスコミ研究の視座と課題』（東京大学出版会, 1992年）
- 『世論の政治社会学』（東京大学出版会, 2001年）
- 『現代社会におけるマスコミ・世論の種々相』（学文社, 2005年）ISBN 4762013676

### 共著
- 『今日の社会心理学 第2 社会的行動』岡部慶三,土方文一郎共著 (培風館, 1969年)
- （早川善治郎・藤竹暁・中野収・北村日出夫）『マス・コミュニケーション入門』（有斐閣, 1979年）
- （佐藤卓己・西平重喜・宮武実知子）『輿論研究と世論調査』（新曜社, 2007年）ISBN 4788510693

### 共編著
- （天野正子・石原邦雄）『社会学用語辞典［新版］』（学文社, 1985年／全訂版, 1992年）
- （竹内郁郎・児島和人）『リーディングス日本の社会学（20）マス・コミュニケーション』（東京大学出版会, 1987年）
- （廣瀬英彦）『現代メディア社会の諸相』（学文社, 2003年）ISBN 4762012521

### 訳書
- ダニエル・ベル『イデオロギーの終焉――1950年代における政治思想の涸渇について』（東京創元新社, 1969年）
- A・W・グールドナー『社会学の再生を求めて』田中義久共訳（新曜社, 1974-78年）